# La Londe
La Londe là một xã thuộc tỉnh Seine-Maritime trong vùng Normandie miền bắc nước Pháp. It was first mentioned in historical records in 1170

## Dân số
| Năm | 1962 | 1968 | 1975 | 1982 | 1990 | 1999 | 2006 |
| --- | ---- | ---- | ---- | ---- | ---- | ---- | ---- |
| Dân số | 1194 | 1423 | 1672 | 1738 | 1900 | 2007 | 2239 |
| From the year 1962 on: No double counting—residents of multiple communes (e.g. students and military personnel) are counted only once. |      |      |      |      |      |      |      |